# Hermann von Königsbrunn
Hermann Freiherr von Königsbrunn (* 1. März 1823 in Radkersburg in der Steiermark; † 16. Februar 1907 in Graz) war ein österreichischer Landschaftsmaler.

## Leben

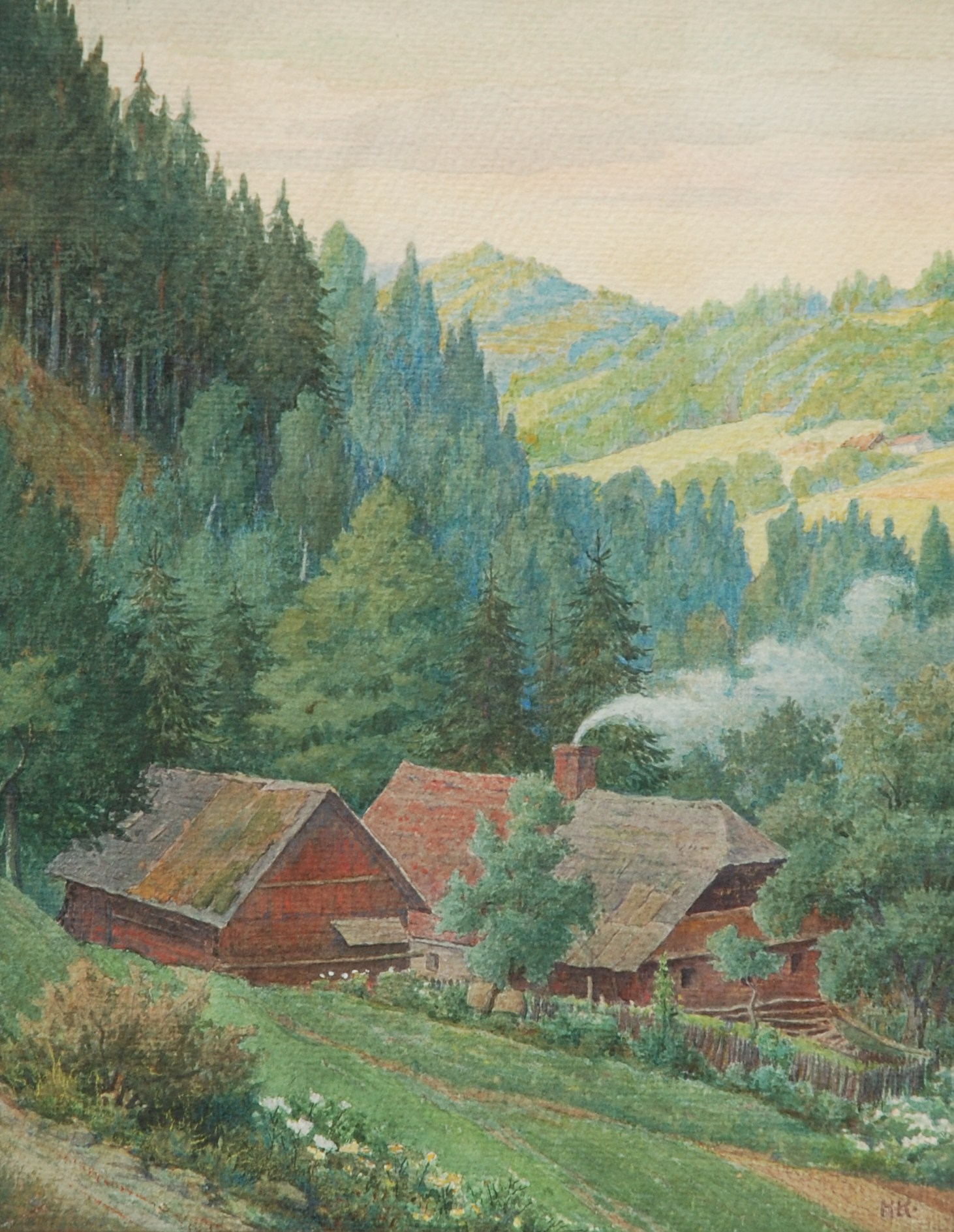
Hermann von Königsbrunn: Steirische Landschaft mit Gehöft

Der aus einem österreichischen Adelsgeschlecht (Adelsdiplom, Wien von 1685; Reichsfreiherrenstand, Wien 1716)  stammende  Hermann Reichsfreiherr von Königsbrunn wurde am 1. März 1823 in Radkersburg in der Steiermark geboren. Zunächst studierte er  in Graz, besuchte oftmals das Atelier von Josef Kuwasseg (1841) und setzte  schließlich seine Studien an der Maria Theresianischen Akademie in Wien fort.  Im Jahr 1845 trat er vorerst in den Staatsdienst.
Ab 1848 wandte er sich der Malerei zu und studierte  bei Leopold Rottmann (1812–1881), Lehrbeauftragter der Kunstakademie in München. Hier kopierte Hermann von Königsbrunn vorwiegend Landschaften nach dem ebenfalls an der Kunstakademie tätigen Professor Eduard Schleich (1812–1874). 1849 hielt er sich für kurze Zeit in Graz auf, ging 1850 nach Salzburg und schloss sich dem Landschaftsmaler Johann Fischbach (1797–1871) an. Nach ebenfalls kurzem Aufenthalt kehrte er wieder nach Graz zurück um 1851 als Reisebegleiter des steirischen Industriellen Franz Ritter von Friedau d. J. und des Zoologen Ludwig Karl Schmarda (1819–1908) eine Reise (Expedition) nach Griechenland, Ägypten und Ceylon anzutreten.
1865 bewarb er sich um eine ausgeschriebene Stelle an der Technischen Hochschule Graz. Obwohl er die Mehrheit der Professorenstimmen erhielt, wurde ihm Heinrich Bank vorgezogen. 1868 wurde er Professor an der Steiermärkischen Landeskunstschule (Landschaftlichen Zeichenakademie in Graz), an der er bis 1892 als beliebter Lehrer tätig war. Zu seinen Schülern zählten Marie Egner, Ernestine von Kirchsberg, Anton Marussig und Alfred Zoff.

## Weblink
- Hermann von Königsbrunn, Selbstbiografie (1894)

| Personendaten    | Personendaten                                          |
| ---------------- | ------------------------------------------------------ |
| NAME             | Königsbrunn, Hermann von                               |
| ALTERNATIVNAMEN  | Königsbrunn, Hermann Freiherr von (vollständiger Name) |
| KURZBESCHREIBUNG | österreichischer Landschaftsmaler                      |
| GEBURTSDATUM     | 1. März 1823                                           |
| GEBURTSORT       | Radkersburg                                            |
| STERBEDATUM      | 16. Februar 1907                                       |
| STERBEORT        | Graz                                                   |